# Paříž–Tours 2023
117. ročník jednodenního cyklistického závodu Paříž–Tours se konal 8. října 2023 ve Francii. Vítězem se stal Američan Riley Sheehan z týmu Israel–Premier Tech. Na druhém a třetím místě se umístili Brit Lewis Askey (Groupama–FDJ) a Nor Tobias Halland Johannessen (Uno-X Pro Cycling Team). Závod byl součástí UCI ProSeries 2023 na úrovni 1.Pro.

## Týmy
Závodu se zúčastnilo 12 z 18 UCI WorldTeamů, 7 UCI ProTeamů a 4 UCI Continental týmy. Každý tým přijel na start se sedmi závodníky kromě týmů Bora–Hansgrohe, Q36.5 Pro Cycling Team, Team Jumbo–Visma a UAE Team Emirates s šesti jezdci. Na start se tak postavilo 157 jezdců. Do cíle v Tours dojelo 141 z nich, další 1 závodník dojel mimo časový limit.
UCI WorldTeamy
- AG2R Citroën Team
- Alpecin–Deceuninck
- Arkéa–Samsic
- Bora–Hansgrohe
- Cofidis
- EF Education–EasyPost
- Groupama–FDJ
- Intermarché–Circus–Wanty
- Lidl–Trek
- Team dsm–firmenich
- Team Jumbo–Visma
- UAE Team Emirates

UCI ProTeamy
- Bingoal WB
- Equipo Kern Pharma
- Israel–Premier Tech
- Lotto–Dstny
- Q36.5 Pro Cycling Team
- Team TotalEnergies
- Uno-X Pro Cycling Team

UCI Continental týmy
- CIC U Nantes Atlantique
- Nice Métropole Côte d'Azur
- St. Michel–Mavic–Auber93
- Van Rysel–Roubaix–Lille Métropole

## Výsledky
| Pořadí | Jezdec                           | Tým                      | Čas        |
| ------ | -------------------------------- | ------------------------ | ---------- |
| 1      | Riley Sheehan (USA)              | Israel–Premier Tech      | 4h 39' 05" |
| 2      | Lewis Askey (GBR)                | Groupama–FDJ             | + 0"       |
| 3      | Tobias Halland Johannessen (NOR) | Uno-X Pro Cycling Team   | + 0"       |
| 4      | Joris Delbove (FRA)              | St. Michel–Mavic–Auber93 | + 0"       |
| 5      | Olivier Le Gac (FRA)             | Groupama–FDJ             | + 7"       |
| 6      | Christophe Laporte (FRA)         | Team Jumbo–Visma         | + 9"       |
| 7      | Tom Van Asbroeck (BEL)           | Israel–Premier Tech      | + 9"       |
| 8      | Arnaud Démare (FRA)              | Arkéa–Samsic             | + 9"       |
| 9      | Edward Theuns (BEL)              | Lidl–Trek                | + 9"       |
| 10     | Paul Penhoët (FRA)               | Groupama–FDJ             | + 9"       |